# USS North Carolina (BB-55)
USS «Норт Кэролайн» (BB-55) (англ. North Carolina) — американский линейный корабль, головной корабль серии из двух единиц. Имел прозвище «Корабль для шоу» (англ. Showboat), поскольку во время ходовых испытаний в гавани Нью-Йорка посмотреть на него с набережной собирались толпы горожан.

## Список боевых звезд
Участвовал в боевых действиях против Японии на Тихоокеанском театре военных действий, получив 12 боевых звезд:
- 7-9 августа 1942 года — высадка на острова Гуадалканал и Тулаги
- 23-25 августа 1942 года — битва у Восточных Соломоновых островов
- 19 ноября — 8 декабря 1943 года — операция на островах Гильберта
- 29 января — 8 февраля 1944 года — операция на Маршалловых островах (высадка на атоллы Кваджелейн и Мадзуро)
- 16 февраля — 1 мая — азиатско-тихоокеанские рейды (атака Трука 16 — 17 февраля, атака Марианских островов 21 — 22 февраля, рейды на атоллы Палау, Яп, Улити, Уолеаи 30 марта — 1 февраля, рейд на Трук, Сатаван, Понапе 29 апреля — 1 мая)
- 21 — 24 апреля 1944 года — операция на западе Новой Гвинеи в районе Холландии
- 11-20 июня — Марианская операция, захват и оккупация острова Сайпан, битва в Филиппинском море
- 13 ноября — 16 декабря 1944 года — операция в заливе Лейте
- 3 января — 22 января 1945 года — операция на острове Лусон
- 15-16, 25 февраля — 1 марта 1945 года — операция на Иводзиме
- 17 марта — 27 апреля 1945 года — операция на Окинаве
- 10 июля — 15 августа 1945 года — операции 3-го Флота против Японии